# Исторический музей (Осло)
Исторический музей Осло (норв. Historisk museum) — исторический музей университета Осло, посвященный местной истории Норвегии.

## Коллекция
Основу коллекции музея становят экспонаты доисторической эпохи, каменного и железного веков, собрание египетских мумий, находки времён викингов, шедевры средневековья

.

## Галерея

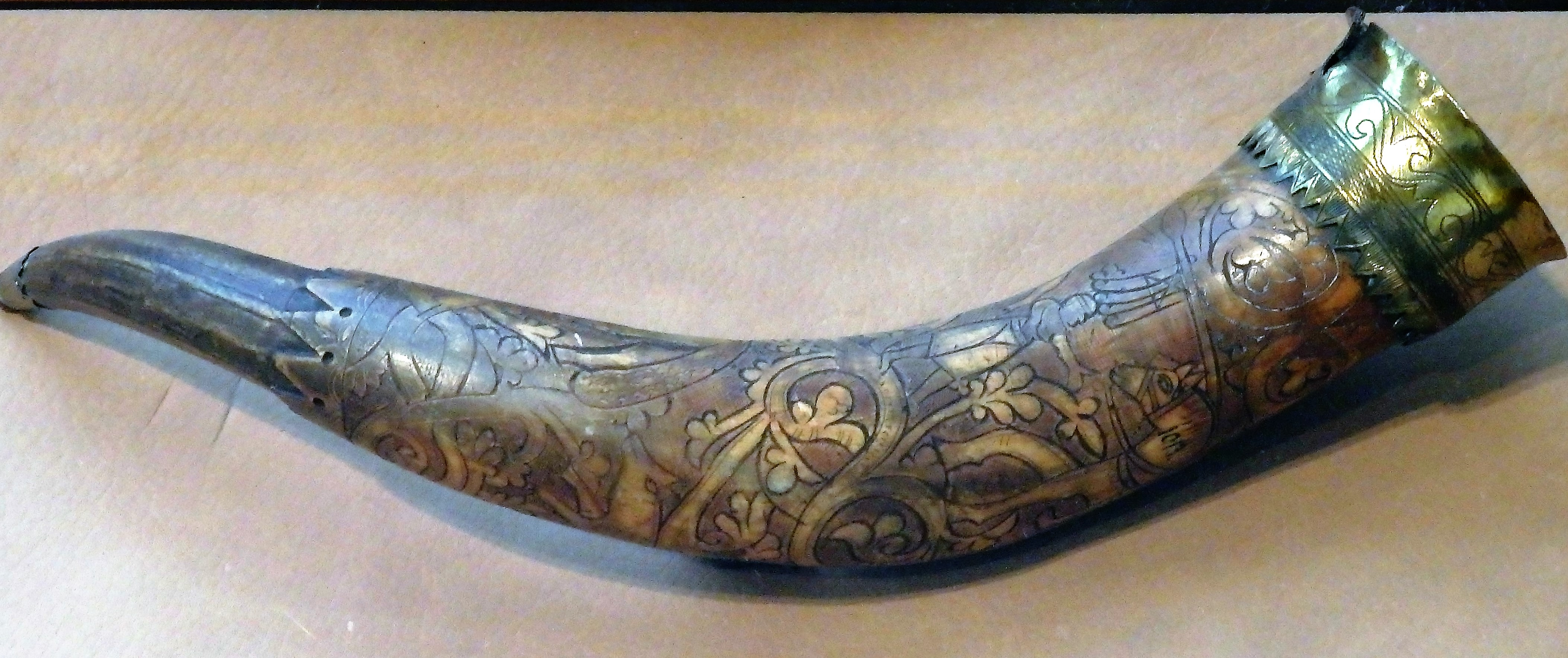
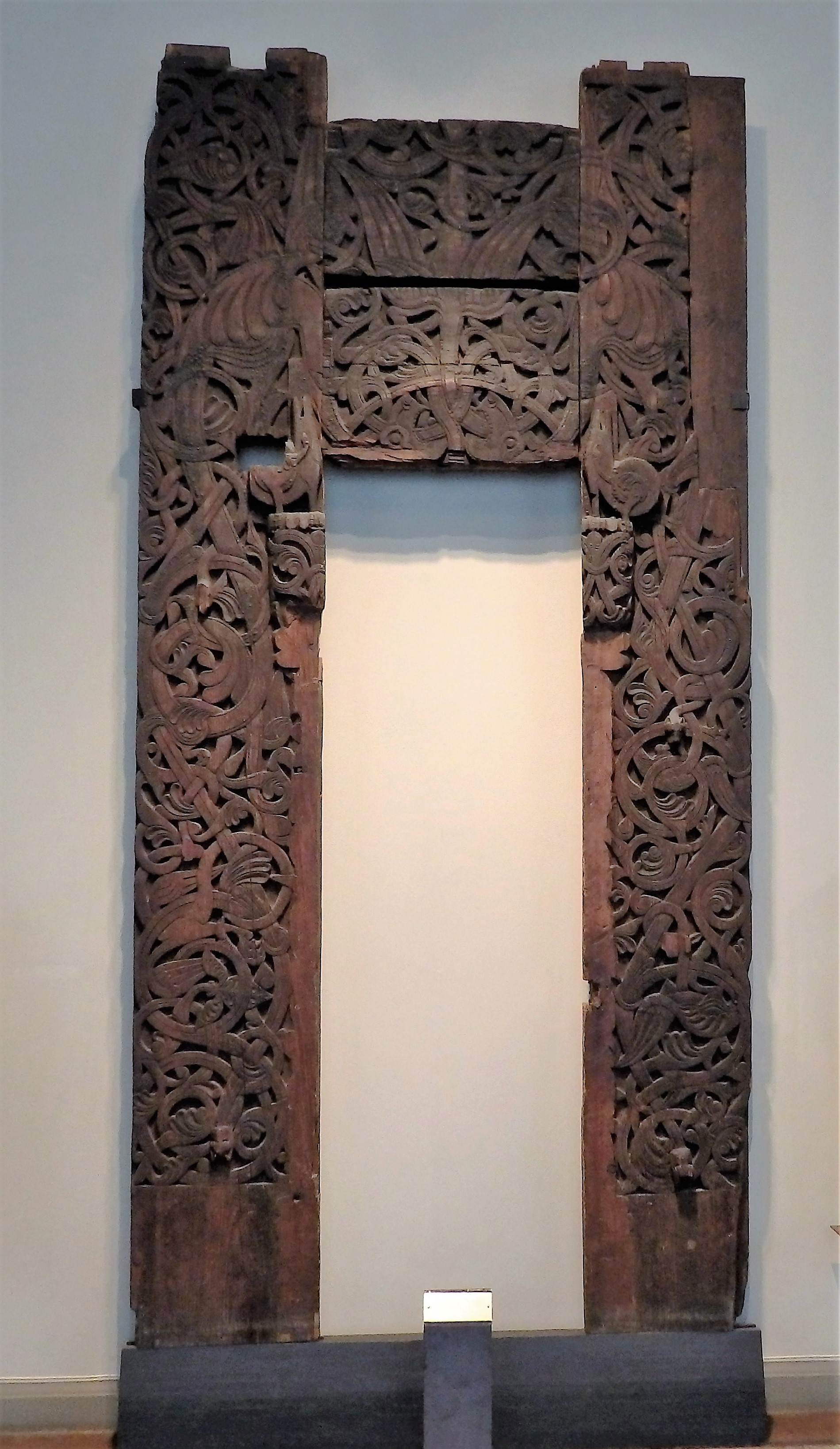
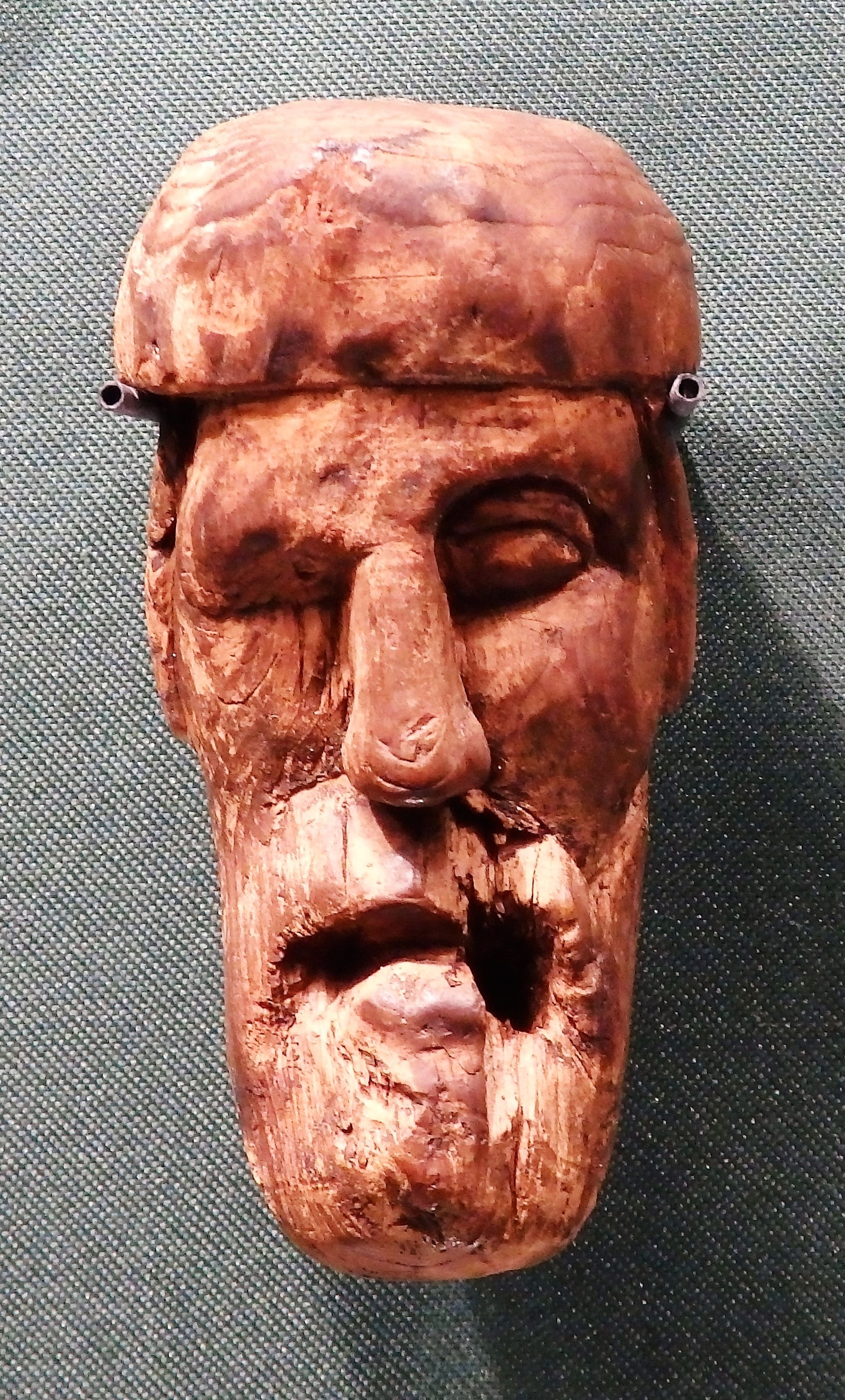
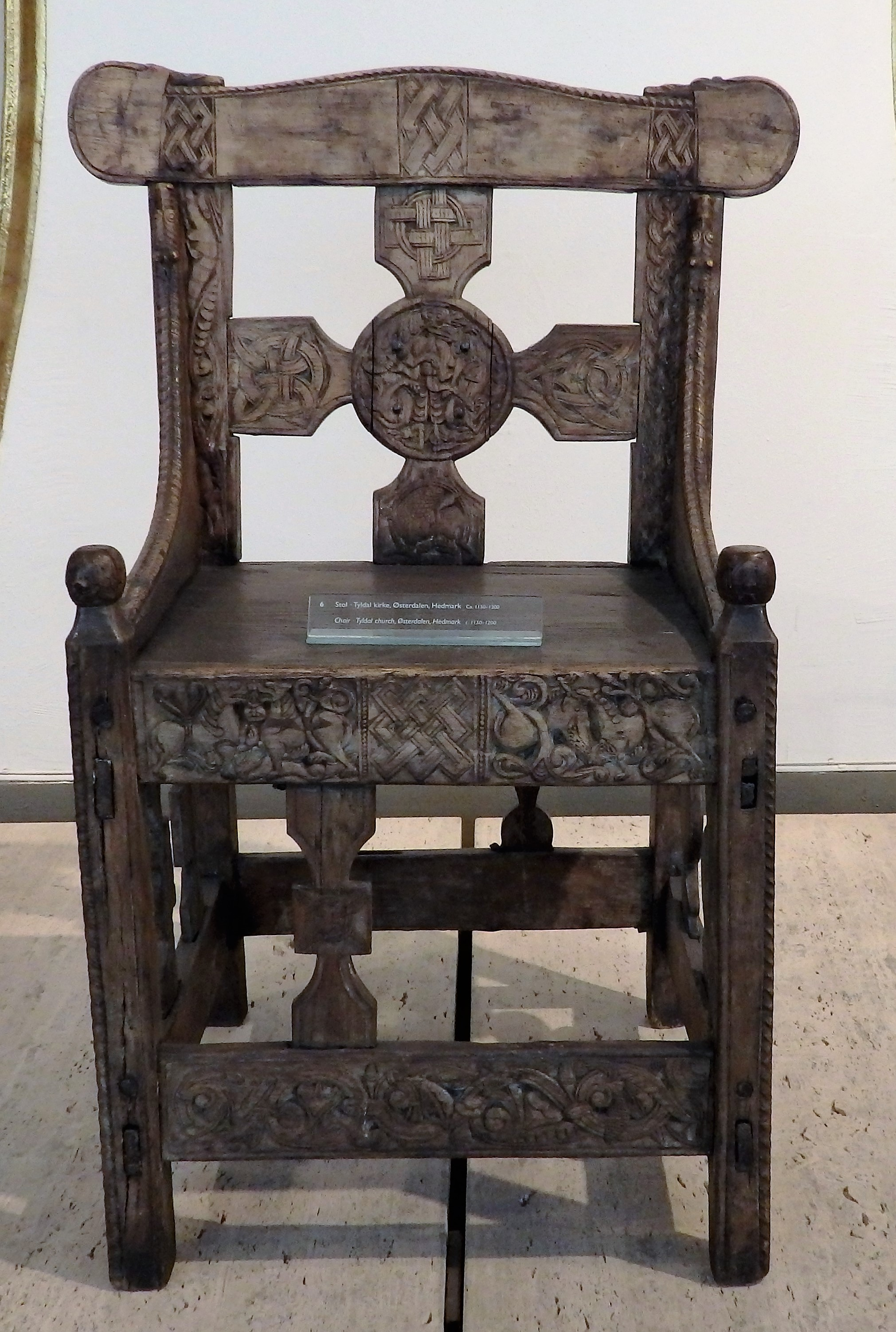
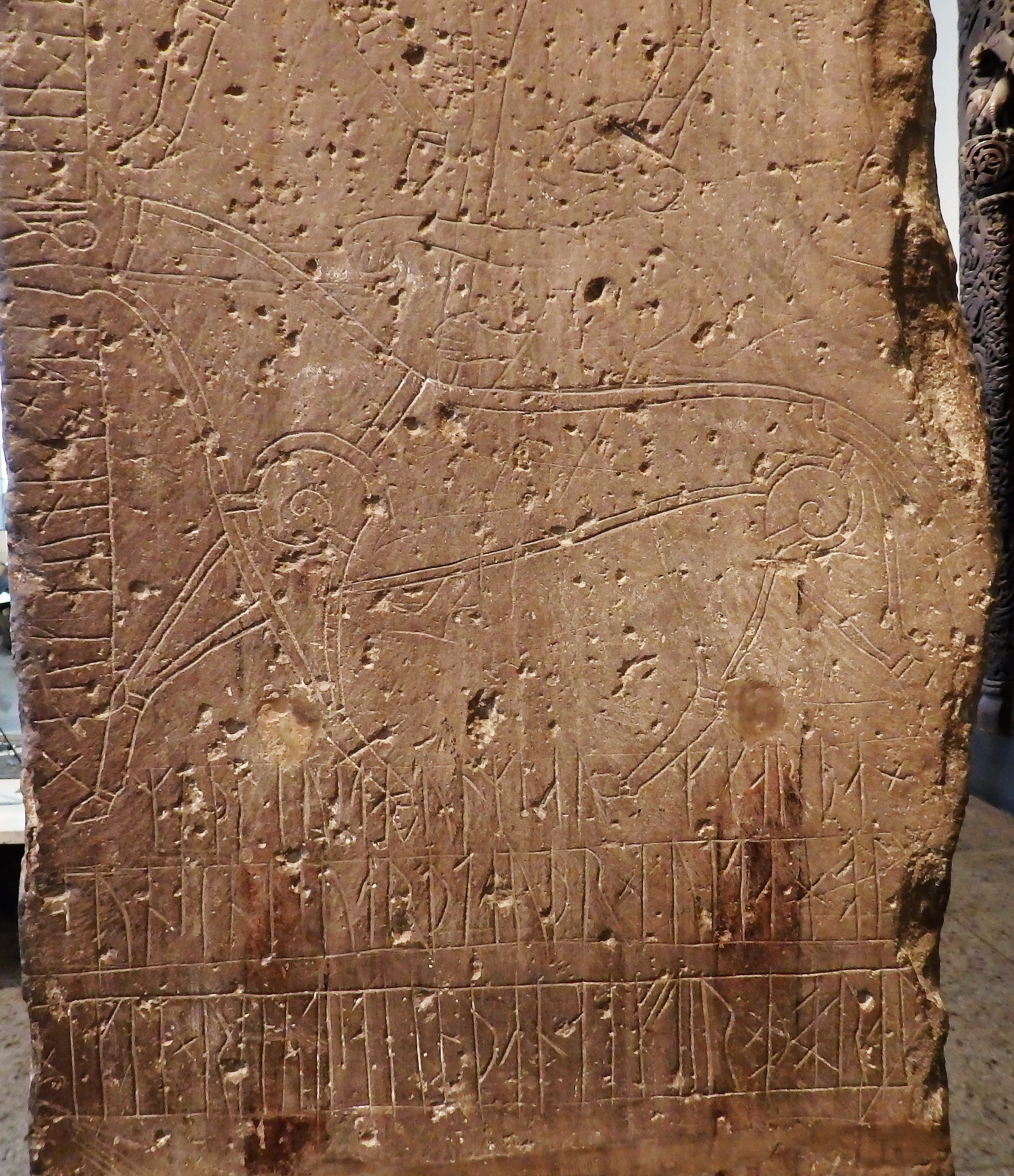
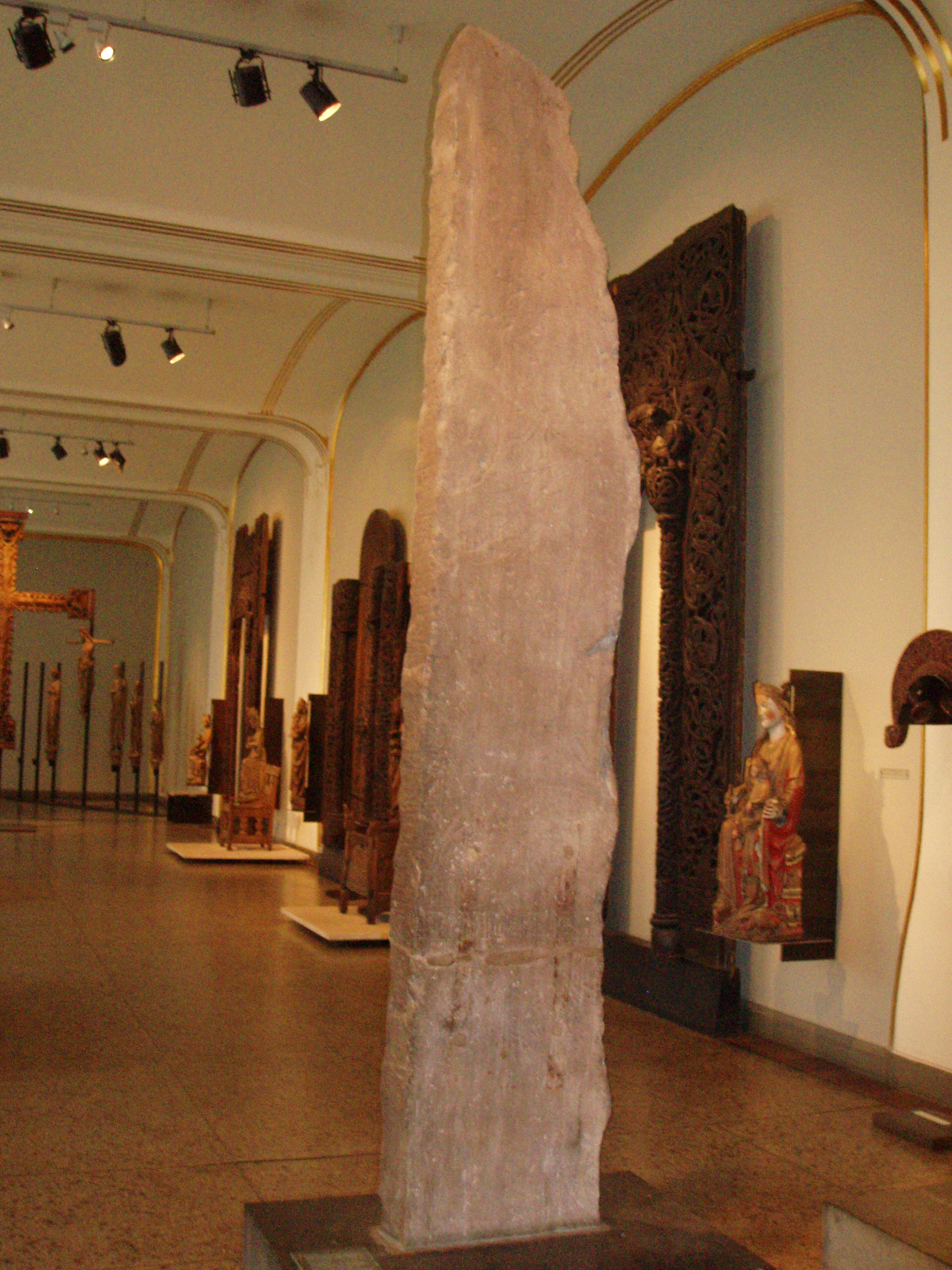
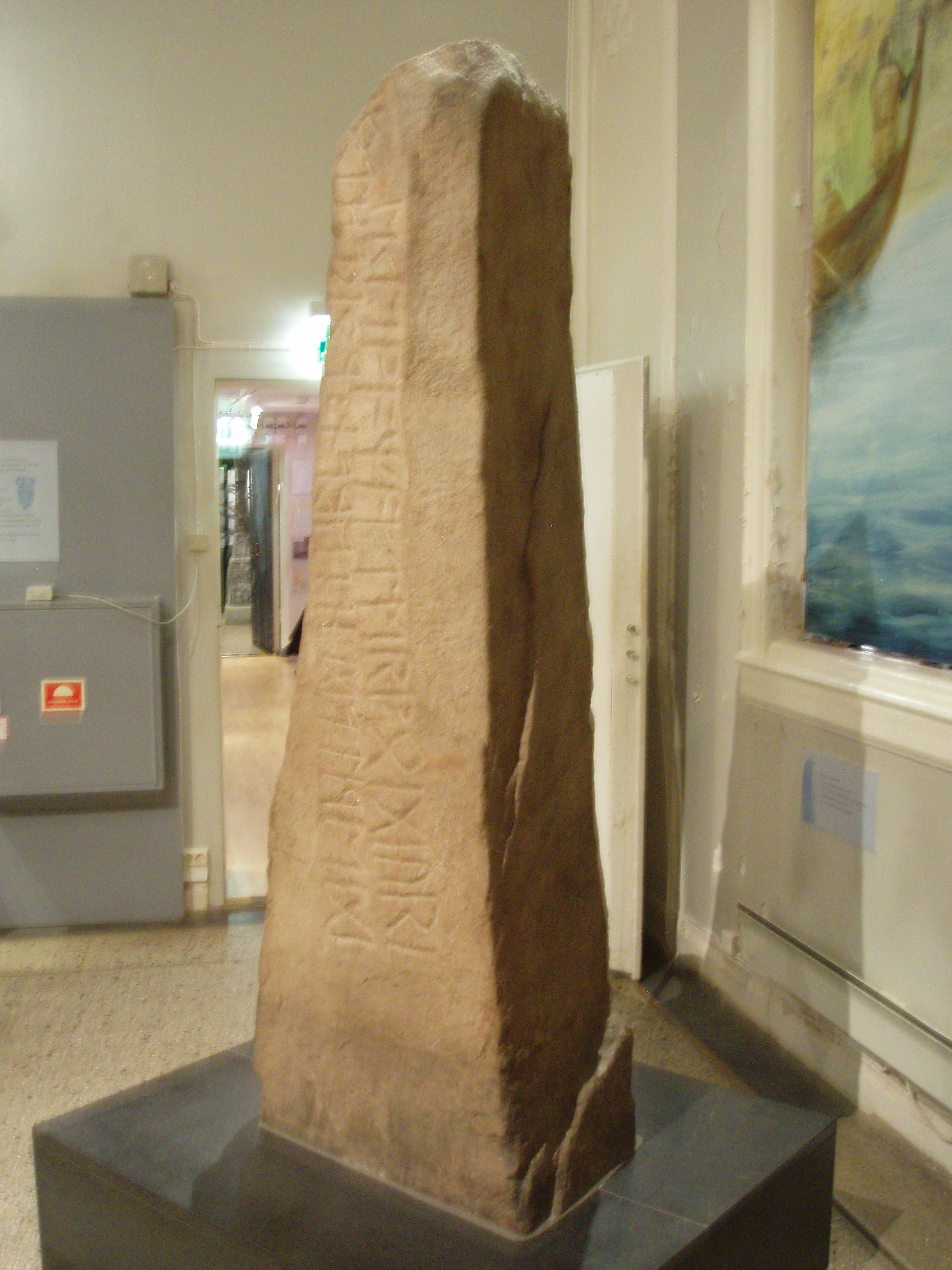
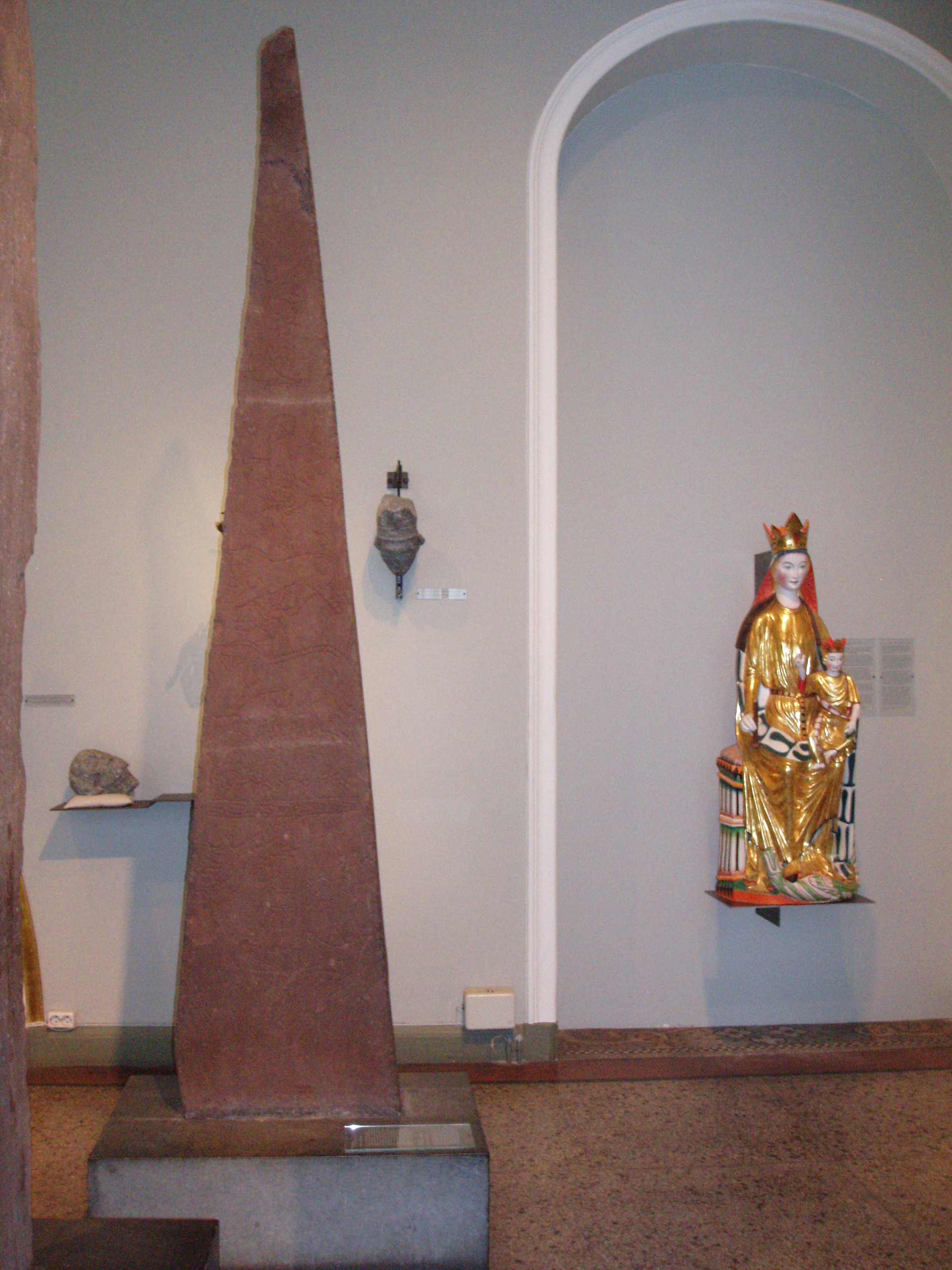
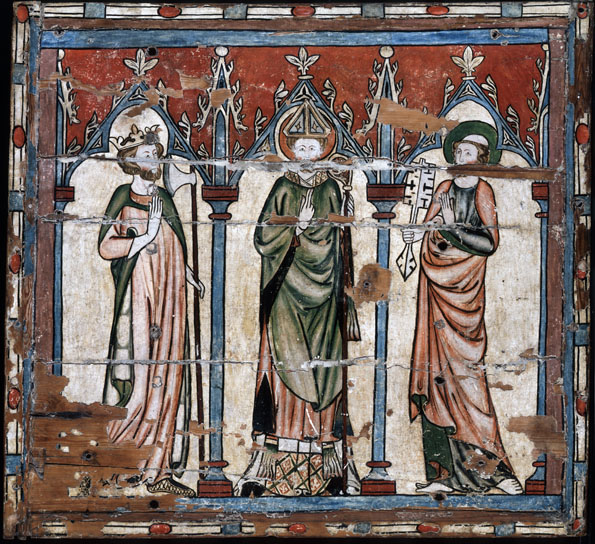
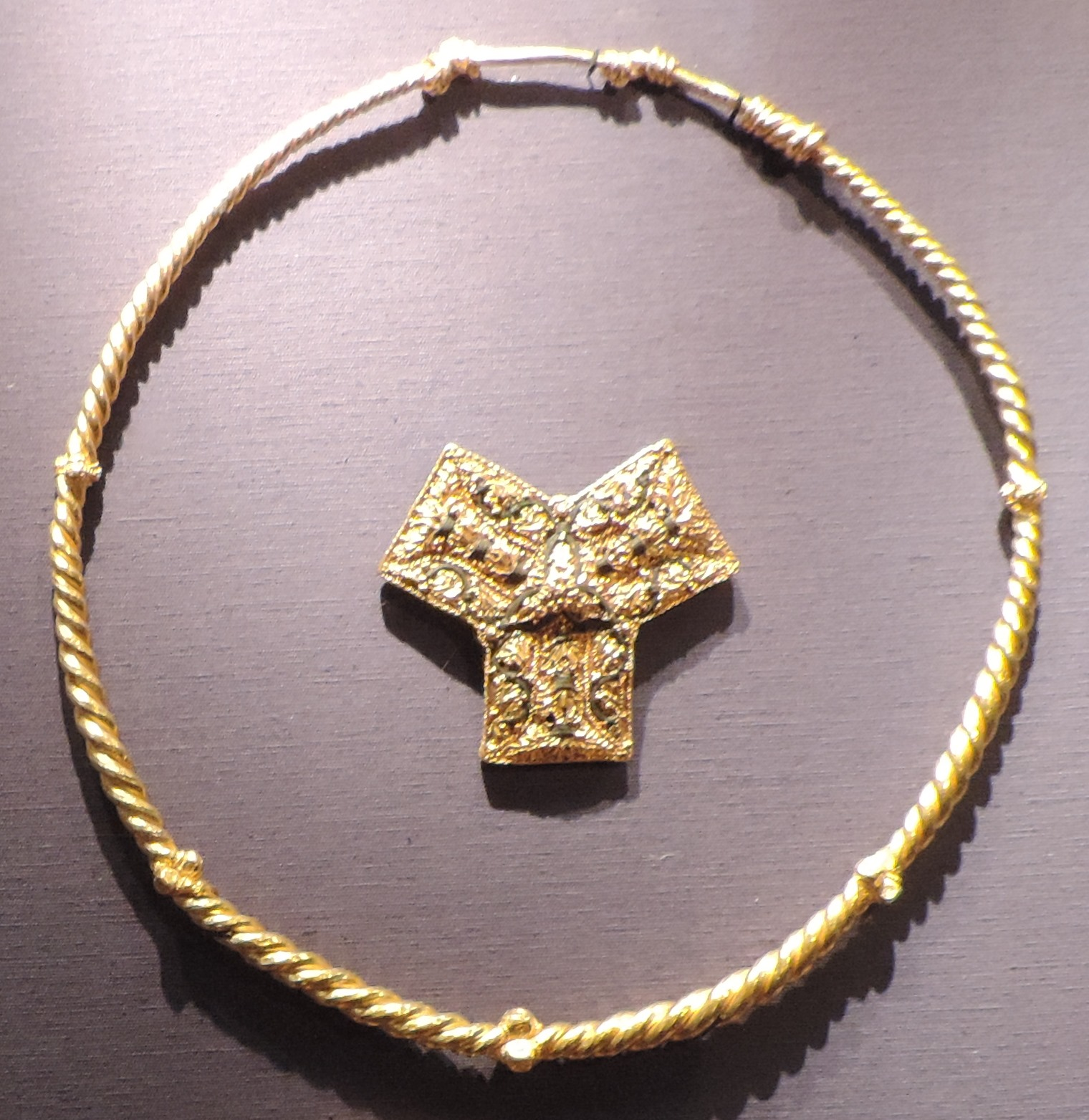
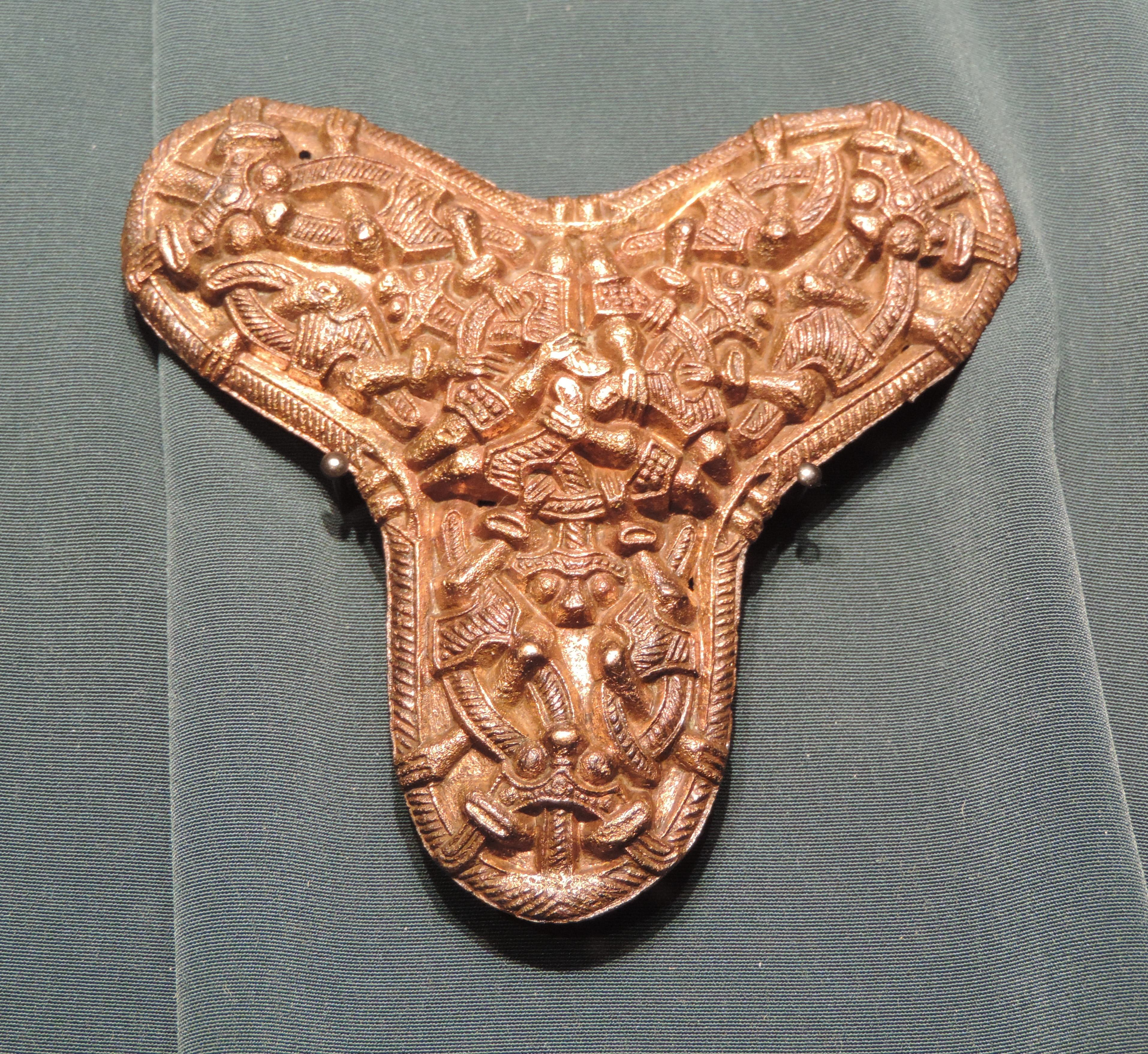
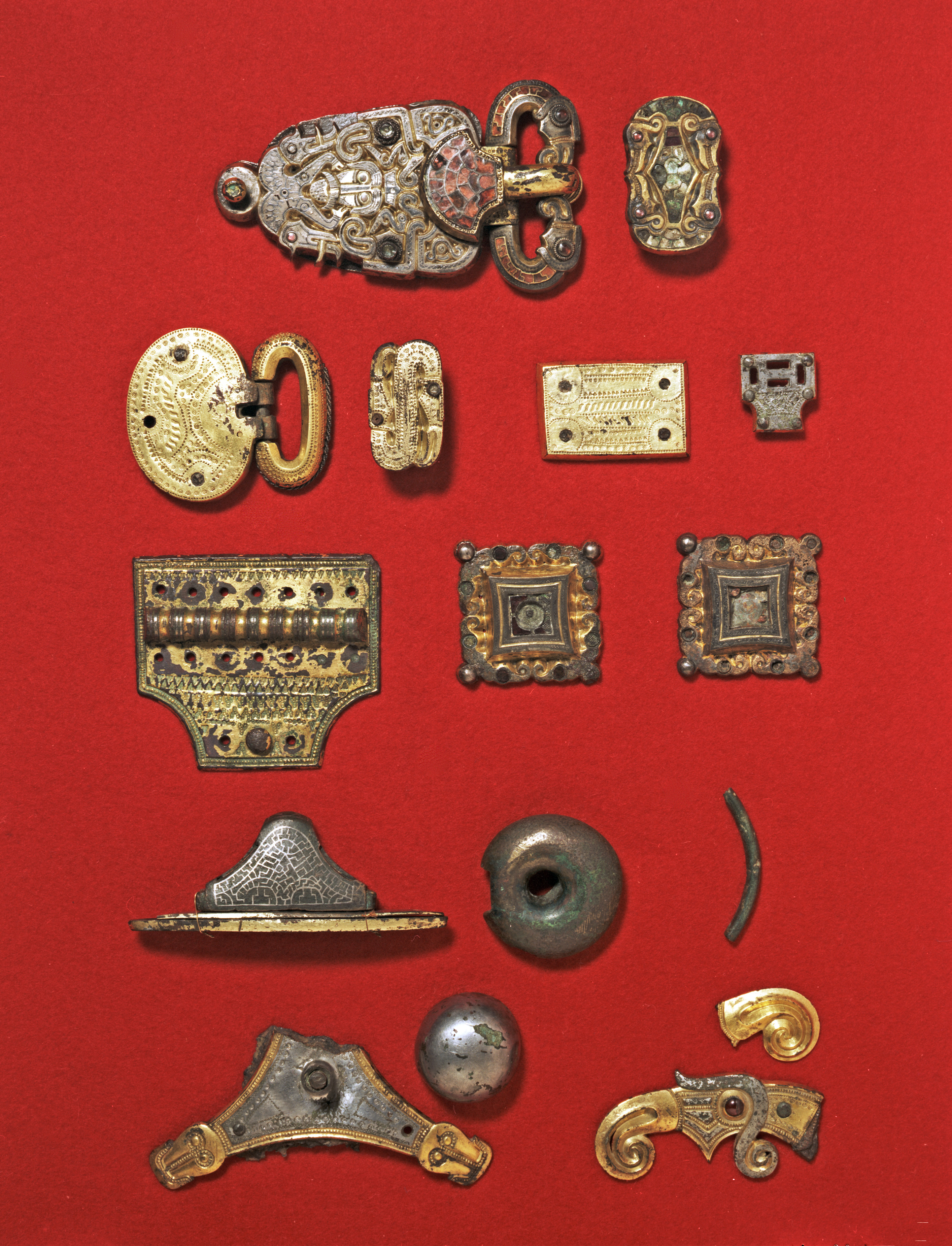
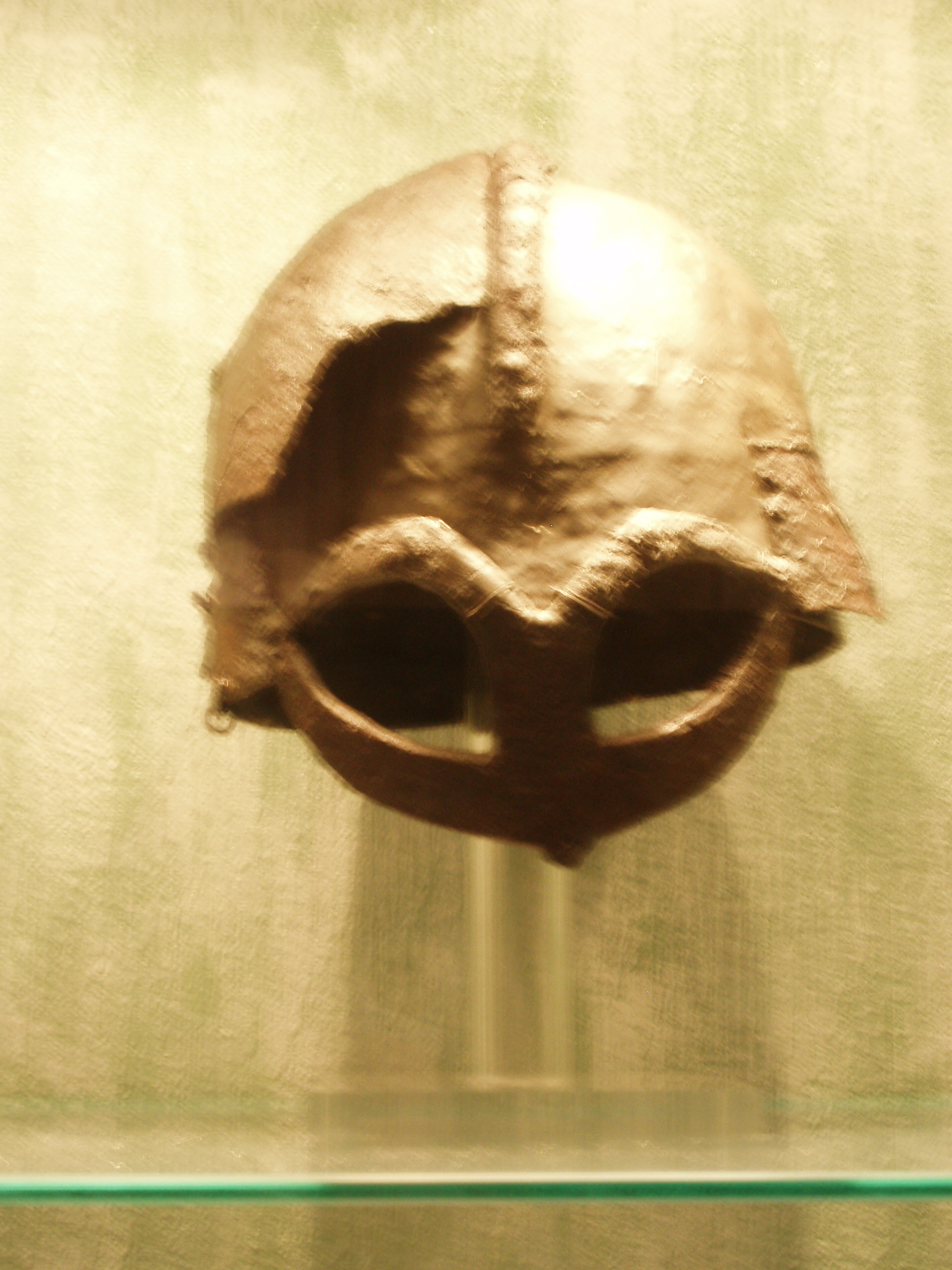